# Llei anti-LGBT d'Hongria

Declaració de la UE sobre la llei hongaresa anti-LGBT:
S'adhereix a la declaració de la UE
No s'adhereix a la declaració de la UE
No es va adherir a causa de la neutralitat de la presidència
No és pas un país de la UE

Les Esmenes a la Llei de Protecció de la Infància, la Llei de Protecció de la Família, la Llei d'Activitat Publicitària de les Empreses, la Llei de Mitjans de comunicació i la Llei d'Educació Pública, conegudes mediàticament com a llei anti-LGBT d'Hongria o similar, són esmenes legislatives que van ser aprovades pel parlament hongarès el 15 de juny de 2021, en una votació de 157-1.
Van ser condemnades pels grups de drets humans i els partits de l'oposició hongaresa d'esquerres per considerar-la discriminatòria per a la comunitat LGBT. La Unió Europea i els Estats Units també les interpreta en aquest sentit. En canvi, la majoria dels països de l'est de la UE no es van pronunciar públicament, amb l'excepció de Polònia, que va donar suport a la postura hongaresa.
Després de l'aprovació de la llei, la Comissió Europea va iniciar un procediment d'infracció contra Hongria per vulnerar les garanties de llibertat d'expressió i no discriminació de la Carta dels Drets Fonamentals de la Unió Europea. El 15 de juliol del 2022, va decidir fer un pas més i va portar Hongria al Tribunal de Justícia de la Unió Europea pels mateixos motius.